# 컬럼비아 스포츠웨어
컬럼비아 스포츠웨어(영어: Columbia Sportswear Co.)은 미국의 아웃도어 제품 회사이다.

## 같이 보기
- 파타고니아
- 노스페이스
- 아이스브레이커
- 라푸마
- 밀레
- 머렐
- 캐나다 구스
- 몽클레르
- 몽벨